# Naposabelvinge
Naposabelvinge (Campylopterus villaviscensio) är en fågel i familjen kolibrier.

## Utbredning och systematik
Fågeln förekommer på bergssluttningar på omkring 1 050 till 1 500 meters höjd i Anderna i södra Colombia, östra Ecuador och angränsande nordöstra Peru. Den behandlas som monotypisk, det vill säga att den inte delas in i några underarter.

## Status och hot
Arten har ett stort utbredningsområde, men tros minska i antal, dock inte tillräckligt kraftigt för att den ska betraktas som hotad. Internationella naturvårdsunionen IUCN listar arten som livskraftig (LC).

## Namn
Napo är en biflod till Amazonfloden som rinner genom Ecuador och norra Peru. Fågelns vetenskapliga artnamn hedrar Manuel Villavicencio Montúfar (1804-1871), en ecuadoriansk geograf, upptäcktsresande, botaniker och samlare av specimen.